# .22 Hornet

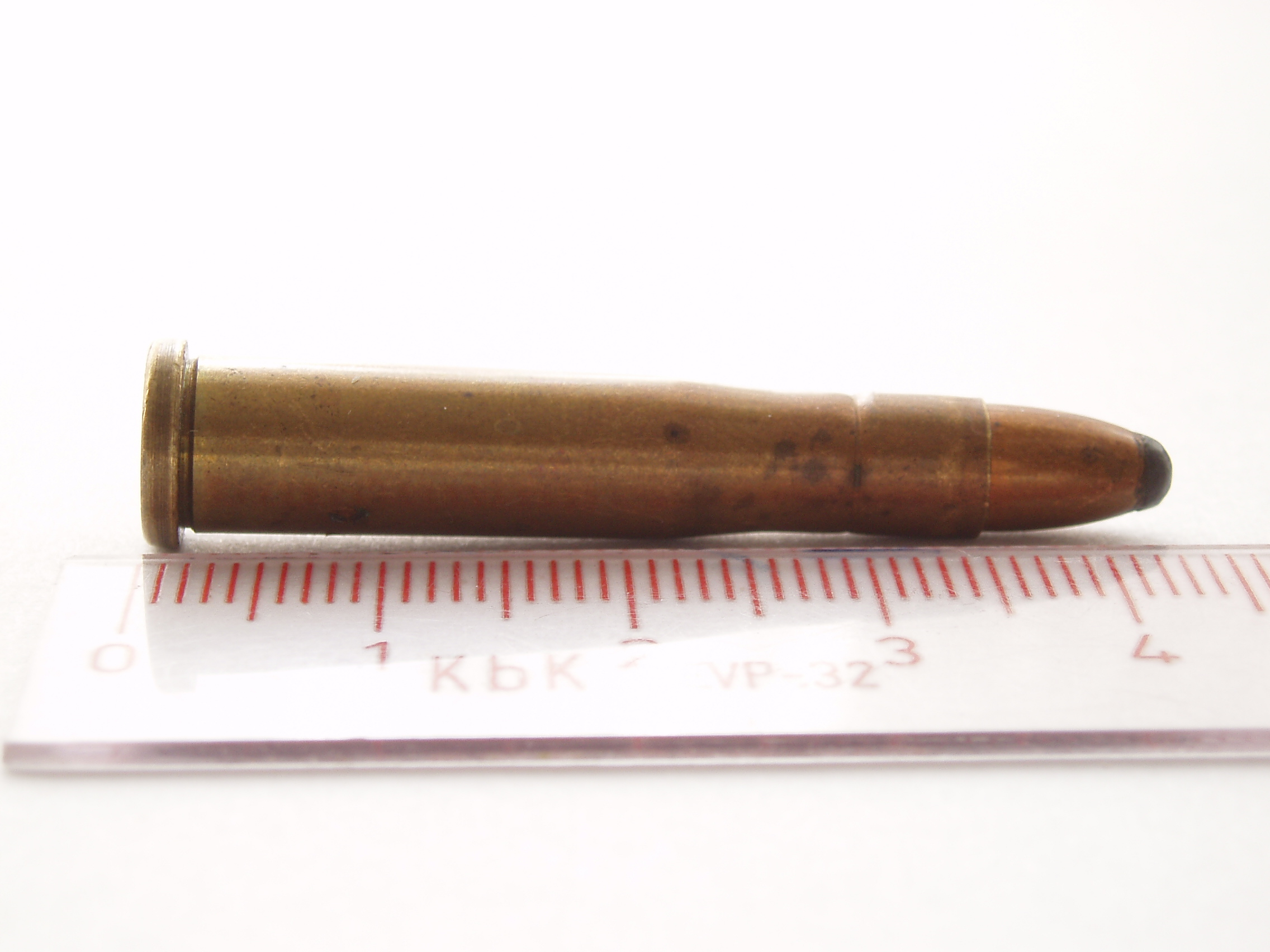

Il .22 Hornet o 5,6 × 35mmR è una cartuccia da fucile immessa in commercio nel 1930. È molto più potente del .22 WMR e del .17 HMR, ottenendo maggiore velocità quando viene sparata grazie a un proiettile con un peso due volte quello del HMR .17.